# 聖佩德羅德拉爾凱區
14°41′38″S 74°07′27″W / 14.69389°S 74.12417°W
聖佩德羅德拉爾凱區（西班牙語：Distrito de San Pedro de Larcay），是秘魯的一個區，位於該國中南部阿亞庫喬大區的蘇克雷省，始建於1964年7月8日，面積310.1平方公里，海拔高度3,376米，2005年人口1,175，人口密度每平方公里3.8人。